# Makád
Makád község Pest vármegyében, a Ráckevei járásban, a Csepel-sziget legdélebbi települése.

## Fekvése
A település Budapesttől 50 kilométerre, Ráckevétől 10 kilométerre délre található. Nyugatról a Duna folyam, keletről a Ráckevei-Duna övezi, a két ág Makád alatt egyesül, így ez a Csepel-sziget legalsó települése.
Szárazföldön csak két települési szomszédja van, észak felől Szigetbecse, északnyugat felől pedig Lórév községek. A Duna főágának túloldalán a Fejér vármegyei Adonyhoz és Kulcshoz tartozó területek határolják – utóbbi község nagyjából Makáddal átellenben található –, a Ráckevei-Duna túlpartján Dömsöddel határos, a két Duna-ág egyesülése alatt pedig a Bács-Kiskun vármegyei Tass a szomszédja.
Szerkezetére a V alakú forma jellemző több párhuzamos és keresztutcával. A sziget a Kis-Duna-ággal együtt fiatal geológiai képződmény. Többször változott a folyómeder a honfoglalás idejéig, így holtágak alakultak ki. A hajdan élő medrek nyomai mélyedések formájában még ma is megfigyelhetők. Bél Mátyás a következőket írta "Notitiá"-jában a környező vizekről: "…a mocsár, melyet a Duna a sziget végétől a faluig terel vissza, egy visszahajló ágával, amely az erdőt veszi körül, s mintegy új sziget gyanánt választja el a szárazföldtől…" A makádi határban található lösz a Duna iszapjával keveredve jó legelőt szolgáltatott a múltban, és nagyszerű mezőgazdasági kultúrák termesztésére alkalmas napjainkban.
A falu tengerszint feletti magassága száz méter. Az éghajlata kedvező; az évi csapadékmennyiség a környéken 500 mm körüli. Az öntözés lehetősége és az aránylag magas talajvízszint jól segíti a mezőgazdaságot. Az uralkodó szélirány északnyugati. A Nagy-Duna-ág felől mindig érezni szelet. Az állatvilág az ártéri erdőkre, nádasokra jellemző. A makádi erdőben megtalálható a nagyvadak közül az őz, valamikor azonban még a szarvas és a vaddisznó is honos volt, gyakori a nyúl. Az erdei és vízimadarak közül számos akad a környéken. A védett madarak közül említésre érdemes az ölyv, a rétihéja és a szürke gém. A sziget e részét erdők, ligetek borították egykor, ezeket lápok és mocsarak tagolták. Az ártéri erdők jellegzetes fája a mocsári tölgy, egyre fogy, a nyár és akác kiszorítja. A mintegy 800 hektáros területen a kocsányos tölgy, feketedió, nyár és fűzfélék élnek. A vizes területeken a fűz elszaporodott, de néhány helyen még található szil- és kőrisfa. A vízinövények közül itt sok a nád, a sás és a gyékény. Az elzártság, a lápokkal teli világ sok tekintetben befolyásolta a falu történetét.

### Megközelítése
A község megközelíthető gépjárművel Budapestről az M0-s autóút csepeli vagy szigetszentmiklósi leágazásától a szigeten végighúzódó 5101-es úton, majd Ráckevétől az 51 112-es számú mellékúton haladva. Közösségi közlekedéssel a főváros felől a ráckevei HÉV-vel, majd annak végállomásától menetrend szerinti autóbusszal érhető el.

## Története
Viszonylag kevés régészeti lelet ismert Makádról. A község határában az időszámítás előtti II. évezredben valószínűleg már éltek emberek. Későbbi korokból a környéken végzett ásatások során hun és avar települések maradványai kerültek felszínre. Az Árpád-korban Makófalvának hívták. Első okleveles említését 1430-ban keltezték, akkor két község volt ezen a területen: Gyála és Simonfa. Határrészként ezek a nevek napjainkig fennmaradtak.
A török hódoltság idején szultáni hász birtok. Lakói 1563-ban 15 770 akcse adót fizettek. 1633-ban a 25 családdal jelentős falu a Csepel-szigeten. Makád a szigeti reformáció fontos települése. A középkori katolikus templomot vették át és használták istentisztelet céljaira. A jobbágytelkek elaprózódtak, ez maga után vonta a zsellérség kialakulását. Házatlan zsellért 1770-ben nem írtak össze, míg 1828-ban már 77 név mellett szerepelt e meghatározás. A 18. és 19. században súlyos kolerajárványok pusztítottak az országban, és ezek Makádon is komoly áldozatot követeltek, összesen 133 személy halt meg.
Fényes Elek 1843-ban megjelent földrajzi könyve szerint a településnek 1179 lakosa van. Az első "Rév Társaság" 1848 elején alakult. A községből az 1848–49-es forradalom és szabadságharc alatt 125 nemzetőrt állítottak. Az 1857. évi népszámláláskor 1349 személy élt a településen. Az 1875-1880-as esztendőket megelőzően jelentős művelési ág volt a szőlőtermesztés, de a 19. század végén az első filoxérajárvány a makádi szőlőket sem kímélte. A dunai árvizek ellen a védgátakat 1898-ban kezdték építeni. A századforduló éveiben a népességszám csökkent a faluban.
1914 nyarán 424 férfit soroztak be katonának Makádról, majd 1916 októberében elvitték a falu két harangját háborús célokra. A háborút követően 1918 őszén felmerült a frontról hazatért katonák között a Nemzeti Tanács megalakításának gondolata, és a tervet meg is valósították. 1919. április 7-kén megválasztották a 15 tagú testületet. 1919 augusztusától a faluban ismét a századforduló megszokott életritmusa szerint éltek: a hagyományos mezőgazdasági munkák elvégzése jelentette a mindennapokat. Az itt élőknek a helyi színjátszó kör, a dalárda, a leány énekkar szereplései jelentős közösségi események voltak. A makádiaknak fontos szervezete ekkor az 1896-ban alakult tűzoltó egyesület, hisz működése a nagy tűzvészektől való megszabadulást jelentette.
A falu lakossága 1930-ban 1437, 1941-ben 1429 fő, akik közül ekkor néhány kivételével mindenki magyar anyanyelvűnek és nemzetiségűnek mondta magát. Működtek itt ácsok, cipészek, takácsok, akiknek termékei nagyobb vásárokon is keresett árunak számítottak. A falu megszokott életét az 1940. évi tavaszi árvíz feldúlta. A Lórév felőli részen, a Duna gátszakadása miatt a környéket elöntötte a jeges ár. A lakosságot kitelepítették, csak a férfiak közül maradtak néhányan otthon, hogy az elmenekített állatokat ellássák.
Az árvízkárok helyreállításával egy időben egyre többen kaptak katonai behívót. A háború elérte Makádot, a front 1944 végén dúlt a makádi részen. Az itt élők közül a háború áldozata lett több mint harminc ember.
A földosztás után a földhöz jutottak megkezdték a gazdálkodást a sok apró parcellán. A falubeliek – a termelőszövetkezetek szervezésének időszakában megalakították saját gazdaságukat. A tanácsi feladatok átszervezésével az 1970-es évektől közigazgatásilag sok szállal kötődött Ráckevéhez a település. A sziget legdélebbi településének szépségeit és gondját tudhatja sajátjának Makád 31,77 km` területen élő 1206 lakosa. A lakások száma 503, és ez a szám folyamatosan, évente 1%-kal gyarapszik. A villanyhálózat több évtizede kiépült. A vízvezeték hossza 12,4 km, és erre rákötötték a lakások 90%-át. A csatornahálózat kiépítésének befejezése után a szennyvízelvezetés és -tisztítás gondja is megoldódik. A faluban a vezetékes gázt a háztartások 50%-ában használnak, és a telefonigényeket is kielégítették. A községben sok a személygépkocsi. A 20. század utolsó harmadára a mezőgazdasági területeken végbement változás az ott élők munkalehetőségeit nagymértékben átformálta.
A lakosság a mezőgazdasági és ipari tevékenység mellett elsősorban a szolgáltatások területén találhat új, tartalmas munkalehetőséget. A helyben működő vállalkozások között kft. formában három működik, egy szövetkezetiben, öt betéti társaságként, az egyéni vállalkozók száma pedig több mint negyven. Komoly lehetőség rejlik a falusi turizmus rendszerének kialakításában, hisz a szép környezet, a kirándulási lehetőségek, a ráckevei termálvíz és a közeli látnivalók jelentős vonzerővel rendelkeznek. A faluba látogató a makádi nagyerdő és halastó környékén kellemes környezetben kirándulhat, gyönyörködhet a sziget egykori állapotához közel álló terület szépségeiben.

## Közélete

### Polgármesterei
- 1990–1994: Vásárhelyi Nagy Antalné (független)[3]
- 1994–1998: Vásárhelyi Nagy Antalné (független)[4]
- 1998–2002: Vásárhelyi Nagy Antalné (független)[5]
- 2002–2006: Bódis István (független)[6]
- 2006–2010: Ifj. Baski Gábor (független)[7]
- 2010–2014: Baski Gábor (független)[8]
- 2014–2019: Baski Gábor (független)[9]
- 2019–2024: Baski Gábor (független)[10]
- 2024– : Baski Gábor (független)[1]

## Népesség
A település népességének változása:
| Lakosok száma | 1192 | 1171 | 1165 | 1217 | 1226 | 1230 | 1227 |
|               | 2013 | 2014 | 2018 | 2021 | 2022 | 2023 | 2024 |

A 2011-es népszámlálás során a lakosok 88,2%-a magyarnak, 0,5% cigánynak, 0,8% németnek, 0,3% románnak, 0,3% szerbnek mondta magát (11,8% nem nyilatkozott; a kettős identitások miatt a végösszeg nagyobb lehet 100%-nál). A vallási megoszlás a következő volt: római katolikus 17%, református 50,2%, evangélikus 0,3%, görögkatolikus 0,6%, felekezeten kívüli 12,7% (18,5% nem nyilatkozott).
2022-ben a lakosság 91,5%-a vallotta magát magyarnak, 0,7% németnek, 0,6% horvátnak, 0,5% cigánynak, 0,1-0,1% örménynek, lengyelnek, szlováknak, ukránnak, románnak és szerbnek, 1,3% egyéb, nem hazai nemzetiségűnek (8,4% nem nyilatkozott; a kettős identitások miatt a végösszeg nagyobb lehet 100%-nál). Vallásuk szerint 33% volt református, 11,8% római katolikus, 1% görög katolikus, 0,5% izraelita, 0,1% evangélikus, 0,5% egyéb keresztény, 1,1% egyéb katolikus, 14,6% felekezeten kívüli (37,4% nem válaszolt).

## Nevezetességei

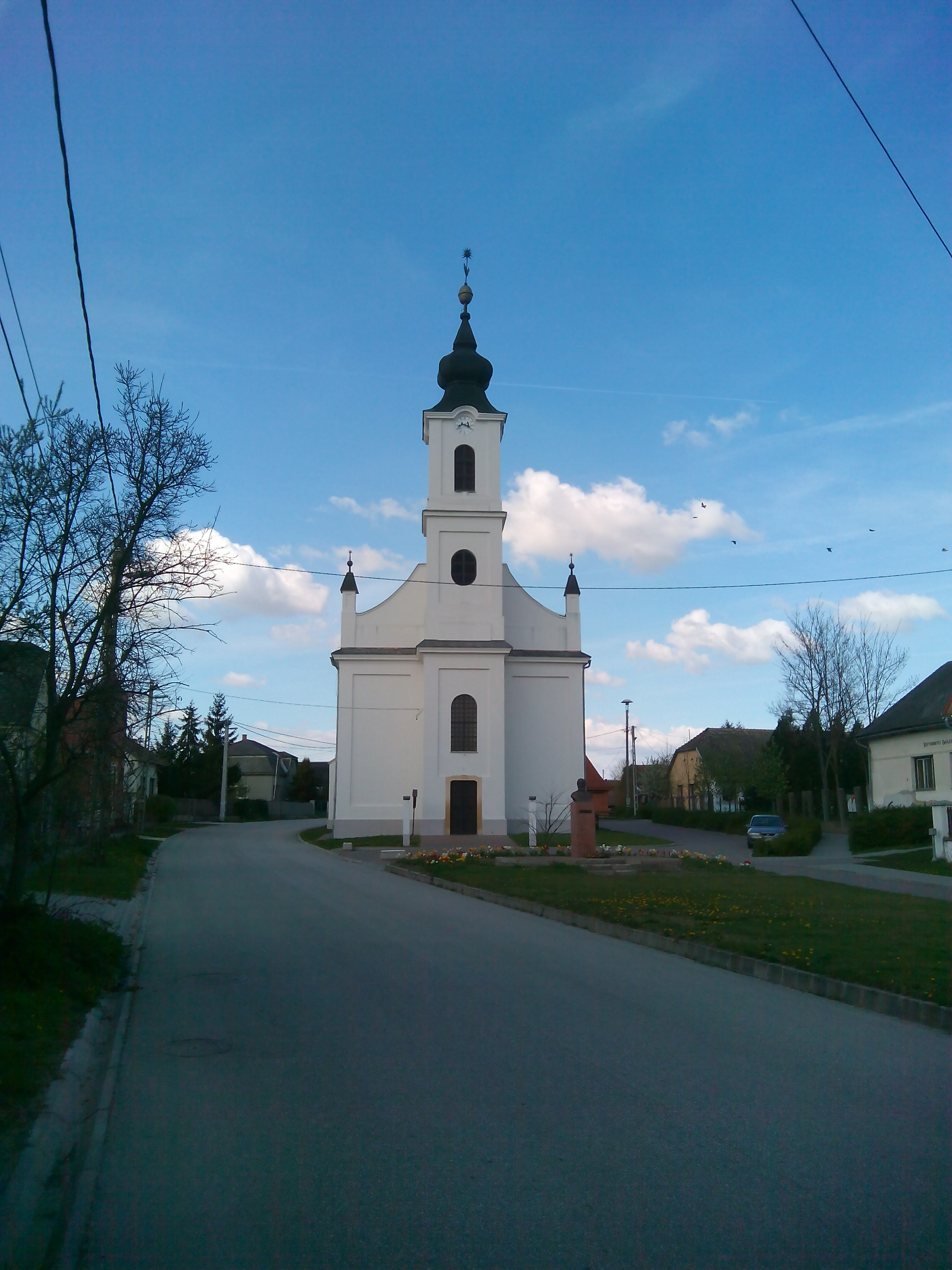
Református templom

- Református templom (1803–1806 között épült Copf stílusban), a középkori templom építőköveinek felhasználásával épült. Az 1744-től vezetett egyházi anyakönyvek hiánytalanul fennmaradtak. A templom oldalfalán emléktábla örökíti meg a háborúban elesettek nevét.
- Községi öregtemető, melyben megtalálhatók még a hagyományos kopjafák
- Új köztemető, az aradi vértanúk emlékére állított, rovásírással vésett 'emlékkopjafa
- Természeti kincsek: Kengyeles, parkerdő, Szigetvég

## Testvérvárosai
- Umbria, Olaszország
- Segesvár, Románia

## Itt született
- Thúry József orientalista (1861–1906), a Magyar Tudományos Akadémia tagja. A nevét viselő általános iskolában megtekinthető kiállítás a falu híres szülöttjének emlékét őrzi. Évekig élt Törökországban, tapasztalatait cikkek, tanulmányok formájában közkinccsé tette.